# Halfdan T. Mahler
Pour les articles homonymes, voir Mahler (homonymie).
Halfdan Theodor Mahler, né le 21 avril 1923 à Vivild au Danemark et mort le 14 décembre 2016 à Genève en Suisse, est un médecin danois. 

## Biographie
En 1951, Halfdan T. Mahler  rejoint l'Organisation mondiale de la santé (OMS). Il passe presque dix ans en Inde en tant qu'attaché au programme national de tuberculose. 
De 1962 à 1969, il est le chef de l'unité de tuberculose au siège de l'OMS à Genève. 
En 1970, Halfdan T. Mahler est nommé directeur général auxiliaire de l'OMS tout en maintenant la direction de l'analyse de systèmes de projet. 
En 1973, tout en occupant ce poste, Halfdan T. Mahler devient le troisième directeur général de l'OMS. Il a été réélu pour deux mandats successifs de cinq ans en 1978 et 1983. Sous l'ère du docteur Mahler, en 1979, la trente-deuxième Assemblée de santé du monde a lancé la stratégie globale pour la santé pour tous d'ici l'an 2000.

## Distinctions
Il reçoit la bourgeoisie d'honneur de la ville de Genève.
- Grand-croix de l'ordre du Faucon